# هراوة (ليبيا)
هراوة : هي قرية ليبية تقع 70 كم شرقي سرت على الطريق الرابط بينها وبين النوفلية وبن جواد في منطقة «الوادي الأحمر». عدد سكانها كان 2.600 نسمة في عام 2010. يتميز ساحلها بالشواطئ الجميلة والنظيفة، كما يمتد واديها المعروف بوادي هراوة من الجنوب إلى الشمال لمسافة 30 كم تقريبا وتعتبر ثالث تجمع سكاني في منطقة سرت.

## السكان
معظمهم من قبائل أولاد سليمان الشهيرة، إذ تعتبر ثاني أكبر تجمع لهم بعد مدينة سبها وقبيلة الجماعات وتوجد بها أيضاً عائلات من العمامرة وغيرها.

## الاقتصاد
يمارس السكان حرفتي الزراعة في وادي هراوة ورعي الماشية ونمت في السنوات الأخيرة حرفة صيد السمك بالإضافة للأنشطة التجارية إذ تعتبر سوقاً مهمّاً على الطريق الساحلي الليبي.

## ثورة 17 فبراير
تعرضت هراوة كغيرها من المدن والبلدات الليبية للتهميش طوال عهد الحاكم السابق لليبيا، ورغم موقعها الجغرافي المميز على ساحل البحر المتوسط فإنّ الزائر لها لا يلاحظ أي مظاهر عمرانية حديثة أو بنية تحتية سليمة.
وضمن أحداث ثورة 17 فبراير فقد دارت معارك عنيفة بينها وبين راس لانوف بين الثوار وكتائب معمر القذافي باعتبارها الفاصل بين سرت ومنطقة «هلال النفط» ذات الأهمية الإستراتيجية. كان لهراوة الدور الأساسي في وقف تقدم الثوار لبسط سيطرتهم على سرت وإنهاء حكم القذافي، إذ تمركزت بها قوات القذافي لعدة أشهر وكان الخط الأول للإمداد بالذخائر والسلاح والتموين لخطوط القذافي الامامية في جبهة رأس لانوف والوادي الحمر.وفي فترة المؤتمر الوطني أثناء فترة إغلاق الموانئ النفطية تمركزت مليشيات مصراتة في مطار القرضابية بعد طرد قوات حرس المنشآت النفطية منها وتمركز هذه القوات عند الوادي الحمر اعتبرت منطقة هراوة الخط الفاصل. وفي شهر 6 من عام 2015 احتلتها تنظيم الدولة الإسلامية بعد معركة دامت لساعات مع اهل المنطقة، واتخاذ التنظيم منها كموقع متقدم للهجوم على الموانئ النفطية في المرحلة القادمة بعد فشل عملية الشروق بقيادة فجر ليبيا ومليشيات مصراتة في السيطرة عليها سابقا.